# Motoharu Yoshizawa
Motoharu Yoshizawa (jap. 吉沢 元治, Yoshizawa Motoharu; * 1931; † 12. September 1998) war ein japanischer Jazzbassist.

## Leben und Wirken
Yoshiziwa war seit den 1960er Jahren als Jazzbassist aktiv. Zunächst arbeitete er mit der Jun Yoshiya Group und dem Eiji Kitamura Quintett und trat 1966 mit Elvin Jones in Tokio auf. 1969 spielte er im Quartett von Masahiko Togashi sowie in der Band New Directions von Masayuki Takayanagi (Station ’70: Call in Question / Live Independence, 2022). In den 1970er Jahren begann er eine Karriere als Solobassist und nahm drei Soloalben auf; teilweise lebte er in dieser Zeit in Paris. Zudem trat er mit Musikern wie Kaoru Abe,  Derek Bailey, Steve Lacy, Keiji Haino, Barre Phillips, Keith Tippett, Fred Frith, Tenko und Evan Parker auf. 1977 wurde er zum New Jazz Meeting Baden-Baden des Südwestfunks mit Albert Mangelsdorff, Stu Martin, Barre Phillips und John Surman eingeladen. In den 1990er Jahren spielte er auf einem fünfsaitigen Bass eigener Konstruktion. Die letzten Lebensjahre litt er unter Leberkrebs.

## Diskografie (Auswahl)
- Cracked Mirrors, 1973
- Dreams (LP), 1974, mit Dave Burrell
- Inland Fish, 1974
- Outfit: Bass Solo 2½ (LP), 1975
- Wareta Kagami Mata Wa Kaseki No Tori, 1975
- Kita [Nord], 1981
- Kozan (LP), 1986
- Gobbledygook, 1990 mit Butch Morris, Elliott Sharp, Ikue Mori
- Live in the First Year of the Heisei, Vol. 2, 1990
- Angels Have Passed., 1992
- From The Faraway Nearby, 1992
- Duo 1969.10.9, 1994
- Empty Hats, 1994
- Uzu, 1996, mit Barre Phillips
- Play Unlimited, 1997
- Live "Okidoki", 1998
- Aida’s Call, 1999, mit Kaoru Abe, Toshinori Kondō, Derek Bailey
- It’s a Day - Last Bass Solo Live, 1999
- Barre Phillips / Motoharu Yoshizawa: Oh My, Those Boys! (NoBusiness Records, 2018)
- Motoharu Yoshizawa / Kim Dae Hwan: Way of the Breeze (NoBusiness Records, 2025)